# 富士山頂サブミリ波望遠鏡
富士山頂サブミリ波望遠鏡（ふじさんちょうサブミリはぼうえんきょう）とは、東京大学が採択を受けた21世紀COEプログラム「初期宇宙の探求」（現：東京大学大学院理学系研究科附属ビッグバン宇宙国際研究センター）、国立天文台、分子科学研究所によって開発・設置・運用が行われていた、サブミリ波帯域での宇宙電波を観測する電波望遠鏡のこと。

## 概説
富士山頂（標高3776m）にでは大気圧が地表の約1/2に低下し、大気が薄くなる分だけ、宇宙電波の観測にも適している。そのため、国立天文台、分子科学研究所の協力を経て、富士山頂に宇宙電波観測施設を建設して運用を行う計画が始まった。
1998年夏に運用を開始、2005年夏に運用を終了。小さいながらも、サブミリ波帯域での観測成果を上げた。また開発・運用を行った学生から7名の博士号授与者が生まれた。ASTE望遠鏡やALMA観測計画への道しるべともなった望遠鏡でもある。同じような、小型で多くの成果を挙げた電波望遠鏡としては、名古屋大学の「なんてん」が挙げられる。

## 沿革
富士山頂とはいえ、観測者が望遠鏡現地に滞在しての観測では負担が大きいことなどから、東京大学本郷キャンパスから遠隔制御で運用できる電波望遠鏡の検討を行った。また、富士山頂は、冬季には積雪があるため、望遠鏡本体を収納するドーム施設が必要とのことで、1964年に気象庁で運営を開始し、現在は運用を中止している富士山レーダードームに似せたドーム施設を建設することになった。
1995年には、口径1.2mサブミリ波望遠鏡、ドーム施設、衛星通信施設からなる、富士山頂サブミリ波望遠鏡の開発を開始し、1998年7月から12月にかけて富士山頂へ設置を行った。機材はブルドーザーによる輸送の他、1.2m望遠鏡の設置にはヘリコプターによる機材を運搬が行われた。
これらの機材は、気象庁東京管区気象台富士山測候所から6600Vの電源の供給を受けることで運用されていた。2004年10月に富士山測候所が冬季に無人となると、送電は東京大学の責任と管理の下で行う事になり、実際に許認可等を経て遠隔送電制御施設を設置して送電を行った。しかし、2004年の冬季に2度の落雷によって送電設備が停止したり、遠隔制御設備が被害を受けたりしたため、2005年夏季をもって、観測を完了することになった。

## 技術
「小型であるが、最先端のサブミリ波宇宙電波観測を目指そう」を合言葉に開発が行われた。パラボラアンテナは口径1.2mのアルミニウム削り出しであり、350GHz/500GHzの両周波数帯を同時に受信できる超伝導受信機、900MHz帯域のAOS（音響光学型電波分光計）や衛星通信による遠隔制御システムなどを開発した。
特に難易度の高かったAOSについては、分子科学研究所の協力によって開発された高純度のピエゾ素子（圧電素子）によって、GHz帯域に達する広帯域スペクトル観測が可能となった。これによって、ダイナミックかつ高速で運動する、炭素原子の放つ電波を捉え、星間分子雲の成り立ちや分布についての大きな知見が得られた。

### 研究課題
- 電波天文学

### 運用機関
- 東京大学
  - 東京大学大学院理学系研究科附属ビッグバン宇宙国際研究センター

### 場所
- 富士山
- 富士山測候所

### 関連設備
- 電波望遠鏡
- 音響光学型電波分光計

### 小型電波望遠鏡の仲間
- なんてん